# 짧은입천장과일박쥐
짧은입천장과일박쥐(Casinycteris argynnis)는 큰박쥐과에 속하는 박쥐의 일종이다. 카메룬과 중앙아프리카공화국, 콩고민주공화국에서 발견된다. 자연 서식지는 아열대 또는 열대 기후 지역의 습윤 저지대 숲이다. 서식지 감소로 멸종 위협을 받고 있다.

## 특징
몸길이는 90~95mm로 측정되고 일종의 흔적 꼬리를 갖고 있다. 전완장은 약 50~63mm이다. 날개 비막은 전형적인 다른 많은 과일박쥐류처럼 두 번째 발가락보다 첫 번째 발가락 지골에 연결되어 있다. 몸무게는 약 26~30g이다. 털은 연한 갈색을 띠지만 주둥이와 귀, 날개는 누르스름한 초록빛부터 밝은 오렌지색까지 띤다. 갈색 털 각각은 피부 쪽은 갈색이지만 중간 부분에서 색이 연해해지다가 털 끝에서 다시 갈색으로 변한다.